# 白井市立桜台小学校
白井市立桜台小学校（しろいしりつ さくらだいしょうがっこう）は、千葉県白井市桜台3丁目にある公立小学校。

## 沿革
- 1994年（平成6年）- 白井町立桜台小学校設置。2009年時点で白井市の中で最も新しい公立小学校。
- 1995年（平成7年） - 校旗・校章制定記念式典挙行。
- 1997年（平成9年） - 若葉の会（保護者と教職員の会）設立。
- 1999年（平成11年） - すみれ学級開級。
- 2001年（平成13年）4月1日 - 白井町の市制施行により白井市立桜台小学校と改称。
- 2002年（平成14年） - この年度の学級数24学級・児童数788名となり、現在までの最大人数となる。
- 2003年（平成15年） - ひまわり学級開級。創立10周年記念式典挙行。
- 2007年（平成19年） - 二期制導入。
- 2008年（平成20年） - 創立15周年記念航空写真撮影実施。
- 2013年（平成25年） - 創立20周年記念行事（ギネス世界記録達成）。
- 2018年（平成30年） - 創立25周年記念行事として、バルーンリリース・ジャンボかるた大会開催。
- 2023年（令和5年） - 創立30周年記念行事として、いのちと夢のコンサート開催。
- 2024年（令和6年） - コミュニティースクール開始。

## 教育目標
- 「豊かな創造力を持ち自ら追求する子を育てる」

## 所在地
- 千葉県白井市桜台3丁目27番地

## 通学区域と進学先中学校
出典

### 通学区域
桜台、谷田、清戸、武西、十余一及び神々廻の各一部

### 進学先中学校
- 白井市立桜台中学校

## アクセス
- 北総鉄道・京成電鉄千葉ニュータウン中央駅から徒歩20分。
- 京成バス千葉セントラル・白井市コミュニティバス・鎌ヶ谷観光バスで、「桜台中学校」停留所下車。

## 周辺
- 白井市立桜台中学校 - 同一建物内
- 白井市桜台センター（公民館・児童館・図書室の3つが集まった複合施設）
- 十余一公園

## その他
- 開校から、25年程度と歴史は浅く、地域の人口が増加しつつあるが、生徒数は減ってきている。
- 白井市立桜台中学校と連絡通路で繋がっていることもあり、同中学校の生徒との交流もさかんに行なわれている。
- また、通学区域が同じため、ほとんどの生徒の顔ぶれは9年間変わらない。
- 同校は、グラウンドが非常に広いため（東京都の学校の校庭と比べ一、二周り程大きい）、野球、サッカーなど、多大なスペースを必要とする競技の練習も十分に行われている。
- 吹奏楽や陸上の行事もさかん。
- 給食は自校式給食。
- ちはやふるやビリギャルの撮影地として使用された[2]。